# Petr Havlíček
Petr Havlíček (* 1969) je český zootechnik, moderátor, mediální osobnost a odborník a poradce přes výživu a zdravý životní styl.
Vystudoval obor zootechnika - potravinářské technologie na Vysoké škole zemědělské v Brně. Působil jako poradce přes výživu a zdravý životní styl řady českých vrcholových sportovců, například Kateřiny Neumannové, Tomáše Dvořáka a Romana Šebrleho. V Praze založil a vede poradenské Centrum Petra Havlíčka.
Je autorem a spoluautorem řady knih zabývajících se výživou a zdravým životním stylem. Je/byl odborným poradcem a moderátorem televizních pořadů Jste to, co jíte, Souboj v těžké váze a Rozum v troubě. Na Rádiu Impulz měl u posluchačů úspěch jeho pořad Buď fit s Petrem Havlíčkem.